# Ganbare Goemon Kirakira Dōchū: Boku ga Dancer ni Natta Wake
Ganbare Goemon Kirakira Dōchū: Boku ga Dancer ni Natta Wake (がんばれゴエモン きらきら道中～僕がダンサーになった理由～?) es el cuarto juego de la serie Ganbare Goemon que salió para Super Famicom. Fue publicado por Konami el 22 de diciembre de 1995, exclusivamente en Japón.